# Oorlogsmonument Borger
Het oorlogsmonument in de Drentse plaats Borger is een monument ter nagedachtenis aan de slachtoffers van de Tweede Wereldoorlog.

## Beschrijving
Het monument werd gemaakt door de beeldhouwster Lidi van Mourik Broekman. Het bestaat uit een bronzen beeld van een geknielde jongeman, met gevouwen handen, dat is geplaatst op een witte, natuurstenen sokkel, waarop in reliëf "1940-1945" is aangebracht. Het monument staat in het Bospark aan de Torenlaan. Het werd op 20 december 1947 onthuld in aanwezigheid van onder meer familieleden van de slachtoffers en burgemeester Bijleveld. Na de onthulling werd een eredienst gehouden in de Willibrordkerk. 
In 2003 werden bij het beeld twee stenen geplaatst, met namen van militairen uit Borger die tijdens de politionele acties in Nederlands-Indië zijn omgekomen. Tijdens de jaarlijkse dodenherdenking worden kransen bij het monument gelegd.
Het bronzen beeld werd in november 2013 gestolen, maar een aantal weken later weer teruggevonden. In oktober 2014 werd het opnieuw gestolen.